# Georgij Ostrogorski
Georgij Aleksandrovič Ostrogorski (ruski: Георгий Александрович Острогорский, srpski: Георгије Александрович Острогорски) (Sankt-Peterburg, 19. siječnja 1902. – Beograd, 24. listopada 1976.) bio je ruski bizantolog.
Među najistaknutijim je suvremenim bizantolozima. U svojim mnogobrojnim radovima obrađivao je političke, gospodarske te religijske probleme Bizanta i društva, posebice u vezi s poviješću južnih Slavena. Njegovo najznačajnije djelo je Povijest Bizanta (njemački: Geschichte des byzantinischen Staates, 1940.) koje je prevedeno na nekoliko svjetskih jezika.

## Životopis
Rođen je 19. siječnja 1902. godine u Sankt-Peterburgu gdje je završio klasičnu gimnaziju. Sveučilišne studije završio je u Heidelbergu i Parizu, dok je doktorski studij završio 1927. godine u Breslau koji se danas zove Wrocław. Bizantsku povijest predavao je od 1928. do 1933. na Sveučilištu u Breslauu, a poslije toga bio je sveučilišni profesor na Katedri za bizantsku povijest Filozofskoga fakulteta Sveučilišta u Beogradu. Godine 1946. postaje izvanredni, a dvije godine kasnije redoviti član SANU. Te je godine također utemeljio Bizantološki institut pri SANU. Umro je u Beogradu 24. listopada 1976. godine.

## Radovi

### Monografije
- Geschichte des byzantinischen Staates. München: Beck, 1940. (Byzantinisches Handbuch im Rahmen des Handbuchs der Altertumswissenschaft, XII. Abt., 1/2).
- Пронија: Прилог историји феудализма у Византии и у јужнословенским земљама. Београд: Просвета, 1951. (Посебна издања Византинолошког института; 1).
- Geschichte des byzantinischen Staates. 2. Aufl. München: Beck, 1952.
- Pour l’histoire de la féodalité byzantine / Trad. française, publiée avec la collaboration de P. Lemerle. Bruxelles: Ed. de l’Institut de Philologie et d’Histoire Orientales et Slaves, 1954. XVI, 388 p. (Corpus Bruxellense historiae Byzantinae, Subsidia; 1).
- Histoire de l’État byzantin / Traduction française de J. Gouillard, Avant-propos de P. Lemerle. Paris, 1956. 649 p.(Bibliothèque Historique).
- Quelques problèmes d’histoire de la paysannerie byzantine. Bruxelles: Ed. de l’Institut de Philologie et d’Histoire Orientales et Slaves, 1956. 80 p. (Corpus Bruxellense historiae Byzantinae, Subsidia; 2).
- Geschichte des byzantinischen Staates. 3., durchgearbeitete Aufl. München: Beck, 1963.
- Серска област после Душанове смрти. Београд, 1965. (Посебна издања Византинолошког института; 9).
- Byzantinische Geschichte 324—1453. München: Beck, 1965. IX, 569 S., 8 Karten.
- History of the Byzantine State. 3rd ed. Oxford, 1968. XXVII, 548 p.
- Storia dell’impero bizantino. Torino, 1968.
- Историја Византије. Београд: Просвета, 1969. 296 с.
- Сабрана дела. Књ. I: О византијском феудализму. Књ. II: Привреда и друштво у Византијском царству. Књ. III: Из византијске историје, историографије и просопографије. Књ. IV: Византија и Словени. Књ. V: О веровањима и схватањима Византинаца. Књ. VI: Историја Византије. Београд: Просвета, 1969—1970.
- Zur byzantinischen Geschichte: Ausgewählte kleine Schriften. Darmstadt, 1973.
- Byzanz und die Welt der Slawen: Beiträge zur Geschichte der byzantinischslawischen Beziehungen. Darmstadt, 1974.
- История Византийского государства. — М.: Сибирская Благозвонница, 2011. — 895, [1] с, ил., карты. — ISBN 978-5-91362-458-1

### Glavni radovi
- Византийский податной устав // Сборник статей, посвященный памяти H.П. Кондакова = Recueil Kondakov. Прага, 1926. С. 109—124.
- Соединение вопроса о св. иконах с христологической догматикой в сочинениях православных апологетов раннего периода иконоборчества // Seminarium Kondakovianum 1 (1926 [1927]) 36-48.
- Die ländliche Steuergemeinde des byzantinischen Reiches im X. Jahrhundert // Vierteljahresschrift für Sozial- und Wirtschaftsgeschichte 20 (1927) 1-108; = Amsterdam: Hakkert, 1968.
- Гносеологические основы византийского спора о свв. иконах // Seminarium Kondakovianum 2 (1928) С. 47-51.
- Die Chronologie des Theophanes im 7. und 8. Jahrhundert // Byzantinisch-neugrichische Jahrbücher 7 (1928-29 [1930]) 1-56.
- Die wirtschaftlichen und sozialen Entwicklungsgrundlagen des byzantinischen Reiches // Vierteljahresschrift für Sozial- und Wirtschaftsgeschichte 22 (1929) 129—143.
- Studien zur Geschichte des byzantinischen Bilderstreites. Breslau, 1929. (Historische Untersuchungen; 5); = Amsterdam: Hakkert, 1964.
- Über die vermeintliche Reformtätigkeit der Isaurier // Byzantinische Zeitschrift 30 (1929-30) 394—399.
- Das Mitkaisertum im mittelalterlichen Byzanz // Kornemann E. Doppelprinzipat und Reichsteilung im Imperium Romanum. Leipzig-Berlin, 1930 [1931]. S. 166—178.
- Les débuts de la Querelle des Images // Mélanges Charles Diehl: Etudes sur l’histoire et sur l’art de Byzance. T. I: Histoire. Paris, 1930. P. 235—255.
- Les décisions du Stoglav au sujet de la peinture d’images et les principes de l’iconographie byzantine // Recueil Uspenskij. T. I. Paris, 1930. P. 393—411.
- Das Steuersystem im byzantinischen Altertum und Mittelalter // Byzantion 6 (1931) 229—240.
- Отношение церкви и государства в Византии // Seminarium Kondakovianum 4 (1931) 119—134.
- Афонские исихасты и их противники: (К истории поздневизантийской культуры) // Записки Русского научного института в Белграде 5 (1931) 349—370.
- Löhne und Preise in Byzanz // Byzantinische Zeitschrift 32/2 (1932) 293—333.
- Zum Reisebericht des Harun-ibn-Jahja // Seminarium Kondakovianum 5 (1932) 251—257.
- Славянский перевод хроники Симеона Логофета // Seminarium Kondakovianum 5 (1932) 17-37.
- Die Krönungsordnungen des Zeremonienbuches: Chronologische und verfassungsgeschichtliche Bemerkungen (соавтор Stein E.) // Byzantion 7/1 (1932) 185—233.
- Das Projekt einer Rangtabelle aus der Zeit des Caren Fedor Alekseevič // Jahrbücher für Kultur und Geschichte der Slaven N.F. 9 (1933) 87-138.
- Rom und Byzanz im Kampfe um die Bilderverehrung // Seminarium Kondakovianum 6 (1933) 73-87.
- Из чега и како је постала Византија // Српски Књижевни Гласник (1934) 508—514.
- Zum Stratordienst des Herrschers in der byzantinisch-slavischen Welt // Seminarium Kondakovianum 7 (1935) 187—204.
- Die Krönung Symeons von Bulgaren durch den Patriarchen Nikolaos Mystikos // Известия на Българския археологически институт 9 (1935) 275—286.
- Автократор и самодржац: Прилог за историју владалачке титулатуре у Византији и у јужних Словена // Глас Српске Краљевске Академије Наука 164 (II разр. 84) (1935) 95-187.
- Возвышение рода Ангелов // Сборник Русского археологического общества в королевстве Югославии (1936) 111—129.
- Die byzantinische Staatenhierarchie // Seminarium Kondakovianum 8 (1936) 41-61.
- Autokrator Joannes II. und Basileus Alexios // Annales de l’Institut Kondakov 10 (1938) 179—183.
- В. Г. Васильевский как византолог и творец новейшей русской византологии // Annales de l’Institut Kondakov 11 (1939 [1940]) 227—235.
- L’expédition du prince Oleg contre Constantinople en 907 // Annales de l’Institut Kondakov 11 (1939 [1940]) 47-62, 296—298.
- Владимир Святой и Византия // Владимирский Сборник в память 950-летия крещения Руси, 988—1938. Белград, 1939. С. 31-40.
- Писмо Димитрија Хоматијана Св. Сави // Светосавски зборник 2 (1939) 89-113.
- Братья Василия I // Известия на Българското историческо дружество 16-18 (1940) 342—350.
- Die Perioden der byzantinischen Geschichte // Historische Zeitschrift 163 (1941) 229—254.
- The peasant’s pre-emption right // The Journal of Roman Studies 37 (1947) 117—126.
- Византийские писцовые книги // Byzantinoslavica 9/2 (1948) 203—306.
- Утицај Словена на друштвени преображај Византије // Историски гласник 1 (1948) 12-21.
- Le grand domaine dans l’Empire byzantin // Recueils de la Société Jean Bodin 4 (1949) 35-50.
- Сербское посольство к императору Василию II // Глас Српске Академије Наука 193 (1949) 15-29.
- Елевтери: Прилог историји сељаштва у Византији // Зборник Филозофског факултета Универзитета у Београду 1 (1949) 45-62.
- Порфирогенитова хроника србских владара и њени хронолошки подаци // Историски часопис 1 (1949) 24-29.
- Urum-Despotes: Die Anfänge der Despoteswürde in Byzanz // Byzantinische Zeitschrift 44 (1951) 448—460.
- La Pronoïa: Contribution à l’étude de la féodalité à Byzance et chez les Slaves du Sud // Byzantion 22 (1952 [1953]) 437—517.
- Постанак тема Хелада и Пелопонез // Зборник радова Византолошког института 1 (1952) 64-77.
- Konstantin Porfirogenit o Konstantinu Pogonatu // Zgodovinski časopis 6-7 (1952—1953) 116—123.
- Sur la date de la composition du Livre des Thèmes et sur l’époque de la constitution des premiers thèmes d’Asie Mineure // Byzantion 23 (1953 [1954]) 31-66.
- Тактикон Успенског и Тактикон Бенешевића: О времену њиховог постанка // Зборник радова Византолошког института 2 (1953) 39-60.
- О византијским државним сељацима и војницима: Две повеље из доба Јована Цимиска // Глас Српске Академије Наука 214, Оделење друштвених наука, н.с. 3 (1954) 42-43.
- Размена поседа и сељака у хрисовуљи цара Алексија I Комнина светогорској Лаври из 1104 године // Историски часопис 5 (1954-55) 19-26.
- Лав Равдух и Лав Хиросфакт // Зборник радова Византолошког института 3 (1955) 29-36.
- Zur Kaisersalbung und Schilderhebung im spätbyzantinischen Krönungszeremoniell // Historia 4/2-3 (1955) 246—256.
- Две белешке о Душановим хрисовулима светогорском манастиру Ивирону // Зборник Матице српске 13-14 (1956) 75-84.
- Staat und Gesellschaft der frühbyzantinischen Zeit // Historia Mundi 4 (1956) 556—569.
- The Byzantine Emperor and the Hierarchical World Order // The Slavonic and East European Review 35, N 84 (1957) 1-14.
- Das byzantinische Kaiserreich in seiner inneren Struktur // Historia Mundi 6 (1958) 445—473.
- К истории иммунитета в Византии // Византийский временник 13 (1958) 55-106.
- Byzance — état tributaire de l’Empire turc // Зборник радова Византолошког института 5 (1958) 49-58.
- The Byzantine Empire in the World of the Seventh Century // Dumbarton Oaks Papers 13 (1959) 3-21.
- Byzantine Cities in the Early Middle Ages // Dumbarton Oaks Papers 13 (1959) 45-66.
- La Commune rurale byzantine: Loi agraire — Traité fiscal — Cadastre de Thèbes // Byzantion 32/1 (1962) 139—166.
- La prise de Serrès par les Turcs // Byzantion 35/1 (1965) 302—319.
- The Byzantine Background of the Moravian Mission // Dumbarton Oaks Papers 19 (1965) 1-18.
- Autour d’un prostagma de Jean VIII Paléologue // Зборник радова Византолошког института 10 (1967) 63-86.
- Византия и киевская княгиня Ольга // То Honor Roman Jakobson: Essays on the Occasion of His Seventieth Birthday (11 October 1966). The Hague-Paris, 1967. Vol. 2. P. 1458—1473.
- Die Pronoia unter den Komnenen // Зборник радова Византолошког института 12 (1970) 41-54.
- Света Гора после Маричке битке // Зборник Филозофског факултета Универзитета у Београду 11/1 (1970) 277—282.
- Observations on the Aristocracy in Byzantium // Dumbarton Oaks Papers 25 (1971) 1-32.
- Комитиса и светогорски манастири // Зборник радова Византолошког института 13 (1971) 221—251.
- Эволюция византийского обряда коронования // Византия. Южные славяне и Древняя Русь. Западная Европа: Искусство и культура. Москва: Наука, 1973. С. 33-42.
- Drei Praktika weltlicher Grundbesitzer aus der ersten Hälfte des 14. Jahrhunderts // Зборник радова Византолошког института 14-15 (1973) 81-101.

## Vanjske poveznice
- Georgij Ostrogorski Hrvatska enciklopedija
- Georgije Ostrogorski, Proleksis enciklopedija
- ОСТРОГО́РСКИЙ  Arhivirana inačica izvorne stranice od 22. travnja 2021. (Wayback Machine), Velika ruska enciklopedija
- Životopis, SANU